# Улични ходач
Улични ходач је српски кратки филм из 2004. године. Режирао га је Коста Ђорђевић који је са Драганом Николићем написао и сценарио.

## Улоге
| Глумац            | Улога |
| ----------------- | ----- |
| Никола Ракочевић  | Реља  |
| Марија Каран      | Јана  |
| Стефан Капичић    |       |
| Дарко Томовић     |       |
| Слободан Павелкић |       |
| Ђорђе Ђоковић     |       |